# UFC 21
UFC 21: Return of the Champions（ユーエフシー・トゥエンティワン：リターン・オブ・ザ・チャンピオンズ）は、アメリカ合衆国の総合格闘技団体「UFC」の大会の一つ。1999年7月16日、アイオワ州シーダーラピッズのファイブシーズンズ・イベントセンターで開催された。

## 大会概要
UFC世界ライト級（後のウェルター級）タイトルマッチでは、王者パット・ミレティッチが挑戦者アンドレ・ペデネイラスを破り、2度目の王座防衛に成功した。

## ルール改正
本大会より1ラウンドの制限時間が5分間に改められ、ノンタイトル戦は5分3ラウンド、タイトル戦は5分5ラウンド制となった。また、判定においてラウンドマスト制が導入された。

## 試合結果
第1試合 ヘビー級 5分2R
○  トラビス・フルトン vs.  デビッド・ドッド ×
2R終了 判定3-0
第2試合 ヘビー級 5分2R
○  アンドレ・ロバーツ vs.  ロン・ウォーターマン ×
1R 2:51 KO（右ストレート）
第3試合 ミドル級 5分3R
○  ユージーン・ジャクソン vs.  ロイス・アルジャー ×
2R 1:19 KO（左フック）
第4試合 ヘビー級 5分3R
○  高阪剛 vs.  ティム・レイシック ×
2R終了時 TKO（タオル投入）
第5試合 ミドル級 5分3R
○  ポール・ジョーンズ vs.  フラービオ・モウラ ×
1R 4:20 チョークスリーパー
第6試合 ミドル級 5分3R
○  ジェレミー・ホーン vs.  高瀬大樹 ×
1R 4:41 TKO（レフェリーストップ：マウントパンチ）
第7試合 UFC世界ライト級タイトルマッチ 5分5R
○  パット・ミレティッチ vs.  アンドレ・ペデネイラス ×
1R 2:20 TKO（ドクターストップ：カット）
※ミレティッチが王座の2度目の防衛に成功
第8試合 ヘビー級 5分3R
○  モーリス・スミス vs.  マルコ・ファス ×
1R終了時 TKO（タオル投入）